# 悦兴镇
悦兴镇，是中华人民共和国四川省眉山市东坡区曾经下辖的一个镇。2019年12月，撤销悦兴镇，将其所属行政区域划归太和镇管辖。

## 行政区划
悦兴镇撤销前下辖以下地区：
悦兴社区、农光村、远光村、元宝村、马堰村、金光村、四维村、群富村、莲墩村、东方红村、前锋村和罗家村。